# Warrel Dane
Warrel Dane (Seattle, 7 de março de 1961 - São Paulo, 13 de dezembro de 2017) foi vocalista da banda de thrash/progressive metal Nevermore. Ele foi o vocalista da banda Sanctuary (banda). Warrel Dane treinou por 5 anos como cantor de ópera e utilizava uma gama muito extensa de notas vocais, desde as notas baixas até as muito altas (entre 5 e 6 oitavas). O uso de notas muito altas era mais utilizado nos tempos do Sanctuary (banda), porém também eram utilizadas na banda Nevermore.
Dane era formado em filosofia, teologia e sociologia e usava várias referências dessa formação em letras (muitas vezes polêmicas) do Nevermore e do Sanctuary (banda). Dane Também era um chef graduado e no começo dos anos 90 teve com o baixista Jim Sheppard (Sanctuary (banda), Nevermore) um restaurante em Seattle.
Dane gravou um álbum solo chamado Praises to the War Machine, lançado em 13 de maio de 2008 pela Century Media Records.

## Morte
Dane estava em São Paulo, Brasil, gravando seu segundo disco solo e faleceu dormindo no apartamento onde estava hospedado. O socorro não chegou a tempo, vindo a falecer no dia 13 de dezembro de 2017, morte proveniente de um infarto agudo do miocárdio. Dane também apresentava Diabetes mellitus.

## Discografia

### Com a Serpent's Knight
- Released From the Crypt (1983)

### Com oSanctuary
- Refuge Denied (1988)
- Into the Mirror Black (1989)
- Into The Mirror Live (1991)
- The Year The Sun Died (2014)

### Com oNevermore
- Nevermore (1995)
- In Memory (EP, 1996)
- Politics of Ecstasy (1996)
- Dreaming Neon Black (1999)
- Dead Heart in a Dead World (2000)
- Enemies of Reality (2003, remixed/remastered in 2005)
- This Godless Endeavor (2005)
- The Year of the Voyager (2008)
- The Obsidian Conspiracy (2010)

### Com oBehemoth
- The Apostasy (2007, participação especial)

### Com a Hevilan
- The End Of Time (2015, participação especial na música "Shades Of War")

### Com o Instincted
- If (2017, participação especial na música "Digital Ocean")

### Em carreira solo
- Praises to the War Machine (2008)
- Shadow Work (2018)